# Lawrence Adegbeingbe
Lawrence Adegbeingbe (auch Lawrence Adegbehingbe; * 17. März 1957) ist ein ehemaliger nigerianischer Sprinter.
Bei den Commonwealth Games 1982 in Brisbane erreichte er über 200 m das Halbfinale und gewann mit der nigerianischen Mannschaft Gold in der 4-mal-100-Meter-Staffel. Bei den Olympischen Spielen 1984 in Los Angeles wurde er in der nigerianischen 4-mal-100-Meter-Stafette, die im Halbfinale ausschied, im Vorlauf eingesetzt.

## Bestzeiten
- 100 m: 10,45 s, 16. Juni 1978, Lagos
- 200 m: 20,97 s, 24. Juli 1978, Algier